# Medallas de Oro de las Cortes Generales
Las Medallas de Oro de las Cortes Generales son dos distinciones civiles de carácter honorífico que son concedidas por el Congreso de los Diputados y el Senado de España en reconocimiento a personas que hayan realizado actuaciones o servicios considerados meritorios. También las reciben autoridades de otros países por motivos de cortesía o reciprocidad. En las dos condecoraciones es posible realizar nombramientos a título póstumo.

## Grados
- La Medalla de Oro del Senado: es la máxima distinción de este órgano constitucional: Su concesión está encomendada a la Mesa de la cámara, siendo necesario lograr una aprobación por unanimidad de sus miembros. Una vez concedida, la Medalla del Senado es impuesta por su presidente en un acto público de carácter solemne. Su insignia está fabricada en oro o metal dorado. En su anverso se muestra, sin ningún fondo, la variante del escudo de España que utiliza como emblema propio. Esta variante es forma oval y se encuentra rodeada por el collar de la Orden del Toisón de Oro. El escudo propiamente dicho se encuentra adornado con un borde exterior azul con filetes dorados y, debajo de la corona real, una cinta con los mismos colores en la que puede leerse “Senado de España”.[1] En su reverso, liso y también de color azul, aparece escrito de nuevo el nombre de la institución que la concede.[2][3] Esta insignia se porta sobre el cuello, sujeta con una hebilla pendiente de un cordón doble, trenzado, de color dorado y realizado en seda.[4] Lleva anexo el tratamiento de excelencia (excelentísimo señor o excelentísima señora).

- La Medalla de Oro del Congreso de los Diputados: Como en el caso anterior, es la máxima condecoración entregada por esta institución. También la otorga la Mesa de esta cámara, que al igual que en el Senado, es órgano rector de la misma en virtud de su reglamento y su presidente se encarga de entregarla al condecorado  en un acto solemne. Su insignia es muy semejante a la del Senado pero la expresión “Senado de España” es sustituida por “Congreso de los Diputados” en el anverso y la palabra “Diputado” en el reverso. Dentro del blasón o escudo propiamente dicho, en la Medalla del Congreso en vez de los cuarteles actuales, está reproducidos los correspondientes al antiguo escudo grande de los reyes de España en el que los blasones españoles figuran junto a los del Sicilia, Austria, las armas modernas y antiguas de Borgoña, Parma-Farnesio, Toscana-Médicis, Brabante, Tirol y Flandes.[3] La insignia se sujeta con un cordón y hebilla idénticos a los descritos  en la Medalla de Oro del Senado.[4] Lleva anexo el tratamiento de excelencia (excelentísimo señor o excelentísima señora).

## Condecorados
Entre el pequeño número de personas que han obtenido las medallas de ambas cámaras se encuentran el rey Juan Carlos I de España, el rey Felipe VI de España, la princesa de Asturias Leonor de Borbón, Nicolás Sarkozy, presidente de la República Francesa de 2007 a 2012, Fidel Castro también fue otro de los receptores de ella en el año 1988, pero solo la Medalla del senado. el escritor Francisco Ayala o el político español Gabriel Cisneros (este último las recibió a título póstumo). 
Las cámaras también entregan medallas de plata y bronce.